# منارة بيروت الحديثة

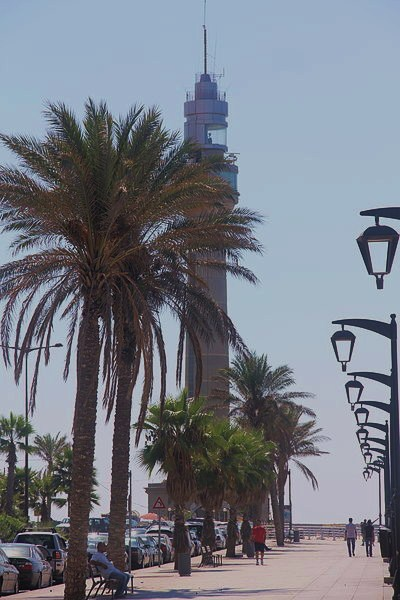

منارة بيروت الحديثة منارة بديلة لمنارة بيروت التاريخية أنشأت بمواصفات عالمية على الشاطئ المحاذي لمرفأ الصيادين في منطقة المنارة قرب الحمام العسكري.